# FC Petrocub Hîncești
El FC Petrocub Hînceşti es un club de fútbol de la ciudad de Sărata-Galbenă, Moldavia. El equipo disputa sus partidos como local en el Stadionul Municipal y juega en la Superliga de Moldavia, la mayor categoría del fútbol moldavo.

## Nombres anteriores
- 1994 – Petroclub-Condor Sărata-Galbenă
- 1995 – Spicul Sărata-Galbenă
- 1998 – Petrocub-Spicul Sărata-Galbenă
- 2000 – Petrocub-Condor Sărata-Galbenă
- 2001 – FC Hîncești
- 2005 – Petrocub Sărata-Galbenă
- 2013 – Rapid-2 Petrocub
- 2015 – Petrocub-Hîncești

## Palmarés
- Superliga de Moldavia (1): 2023–24
- Copa de Moldavia (2): 2019–20,[1] 2023–24
- Divizia B (2): 2004–05, 2013–14

## Participación en competiciones de la UEFA
| Competicion UEFA | Competicion UEFA         | Competicion UEFA   | Competicion UEFA      | Competicion UEFA | Competicion UEFA | Competicion UEFA |
| Temporada        | Torneo                   | Ronda              | Club                  | Casa             | Visita           | Global           |
| ---------------- | ------------------------ | ------------------ | --------------------- | ---------------- | ---------------- | ---------------- |
| 2018–19          | UEFA Europa League       | 1.ª Clasificatoria | Osijek                | 1−1              | 1–2              | 2–3              |
| 2019–20          | UEFA Europa League       | 1.ª Clasificatoria | AEK Larnaca           | 0–1              | 0–1              | 0–2              |
| 2020–21          | UEFA Europa League       | 1.ª Clasificatoria | TSC                   | 0–2              | –                | 0–2              |
| 2021–22          | Europa Conference League | 1.ª Clasificatoria | Sileks                | 1−0              | 1−1              | 2−1              |
| 2021–22          | Europa Conference League | 2.ª Clasificatoria | Sivasspor             | 0–1              | 0–1              | 0–2              |
| 2022–23          | Europa Conference League | 1.ª Clasificatoria | Floriana              | 1−0              | 0−0              | 1-0              |
| 2022–23          | Europa Conference League | 2.ª Clasificatoria | Laçi                  | 0−0              | 4−1              | 4-1              |
| 2022–23          | Europa Conference League | 3.ª Clasificatoria | Fehervar              | 1–2              | 0–5              | 1-7              |
| 2023-24          | Europa Conference League | 2.ª Clasificatoria | Maccabi Tel Aviv FC   | 0–2              | 0–3              | 0-5              |
| 2024–25          | UEFA Champions League    | 1.ª Clasificatoria | Ordabasy              | 1−0              | 0−0              | 1−0              |
| 2024–25          | UEFA Champions League    | 2.ª Clasificatoria | APOEL                 | 1−1              | 0–1              | 1−2              |
| 2024–25          | UEFA Europa League       | 3.ª Clasificatoria | TNS                   | 1−0              | 0−0              | 1−0              |
| 2024–25          | UEFA Europa League       | Playoff            | Ludogorets Razgrad    | 1–2              | 0–4              | 1−6              |
| 2024–25          | UEFA Conference League   | Liga               | Pafos                 | 1–4              |                  | 36° Lugar        |
| 2024–25          | UEFA Conference League   | Liga               | Jagiellonia Białystok |                  | 0–2              | 36° Lugar        |
| 2024–25          | UEFA Conference League   | Liga               | Rapid Wien            | 0–3              |                  | 36° Lugar        |
| 2024–25          | UEFA Conference League   | Liga               | İstanbul Başakşehir   |                  | 1−1              | 36° Lugar        |
| 2024–25          | UEFA Conference League   | Liga               | Real Betis            | 0–1              |                  | 36° Lugar        |
| 2024–25          | UEFA Conference League   | Liga               | Hearts                |                  | 2−2              | 36° Lugar        |
| 2025–26          | UEFA Conference League   | 1.ª Clasificatoria | Birkirkara            | 3−0              | 0–1              | 3−1              |
| 2025–26          | UEFA Conference League   | 2.ª Clasificatoria | Sabah                 | 0–2              | 1–4              | 1–6              |